# Ungureni (Botoșani megye)
Ungureni település Romániában, Moldvában, Botoșani megyében.

## Fekvése
A Jijia folyó mellett, Botoșanitól északkeletre fekvő település.

## Leírása
Ungureni és környéke már ősidők óta lakott hely volt, közelében neolit korból származó település maradványait tárták fel.
Első lakói pásztorok voltak, majd később Erdélyből érkezett magyarok telepedtek le itt.
Ungurani községközpont, a megye egyik legnagyobb települése,  9 falu: Borzești, Călugăreni, Călugărenii Noi, Durnești, Mihai Viteazu, Mândrești, Plopenii Mari, Plopenii Mici, Tăutești és Vicoleni tartozik hozzá.